# Eugenèsia

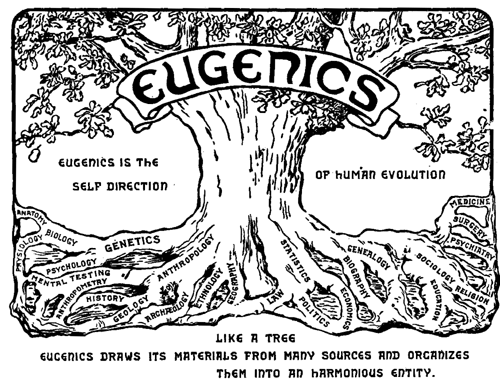
«L'eugenèsia es l'auto-direcció de l'evolució humana»: Lema del Segon Congrés Internacional d'Eugenèsia, 1921, representat com un arbre que unifica una diversitat de camps diferents.

L'eugenèsia és una filosofia social basada en els coneixements de la genètica que té com a objecte l'estudi teòric i pràctic dels mitjans per a aprofundir, fer créixer i perfeccionar físicament els individus humans. La paraula prové del grec i significa ben nascut o bona reproducció.

## Visió general
Abans de l'aparició del terme eugenèsia, la idea de salvaguardar les qualitats d'una línia familiar controlant els matrimonis es remunta almenys a l'antiguitat. A La República de Plató, en una Ciutat ideal, l'elit dels homes ha de tenir tracte amb l'elit de les dones, perquè la població conservi la seva qualitat. Aquest tema el rep la literatura utòpica dels s. XVI i XVII,  com La ciutat del sol de Tommaso Campanella, o Utopia de Thomas More.
El perfeccionament de l'espècie humana mitjançant matrimonis judiciosos («fer fills bells») es va convertir en un tema mèdic i després polític, sobretot amb en Condorcet a Esbós d'un quadre històric del progrés de l'esperit humà (1795). Segons en Gayon, aquestes idees són "transculturals i transhistòriques".
La diversitat del genoma humà està en constant evolució i mutació, necessàries per a la supervivència de les espècies. Tot i així, l'eugenèsia encara és una ideologia amb escasses bases científiques i ètiques, tot i tenir arguments àmpliament acceptats arreu del món i de l'espectre polític. A més, pràctiques històriques com l'endogàmia s'han relacionat a una descendència que sovint pateix un impacte més alt de problemes de salut i esterilitat.
En l'època contemporània, Thomas Malthus argumentava que els pobres no són iguals als més privilegiats, ja que no tenen les virtuts morals de la prudència, capacitat de previsió, disciplina i racionalitat que caracteritzen la classe mitjana; per la qual cosa va arribar a la conclusió que la causa de la pobresa era la fertilitat elevada. Tot i això es considera que el pare de l'eugenèsia moderna va ser Francis Galton (cosí de Charles Darwin), qui en els seus treballs de 1874 i 1887 va reemplaçar la selecció natural per una selecció artificial que afavorirà la reproducció dels individus pertanyents a les elits i obstaculitzarà la dels no aptes.

## Lleis eugenèsiques
En la primera meitat del segle xx, diversos països van promulgar lleis inspirades amb les idees eugenèsiques. La primera llei europea sobre l'esterilització forçosa dels malalts mentals es va aprovar al cantó de Vaud, a Suïssa, el 1928. Alemanya va promulgar el 1933 una llei que obligava a esterilitzar les persones que patien alguna de les malalties que es consideraven hereditàries, i a la fi de 1939 es va decidir realitzar l'eutanàsia forçada als malalts mentals i altres persones considerades com «vida no mereixedora de vida». Noruega i Suècia van aprovar lleis d'esterilització obligatòria el 1934 i un any després, Dinamarca i Finlàndia en van seguir l'exemple. Aquestes lleis permetien esterilitzar a determinades classes de malalts o deficients mentals o, fins i tot, als pares que es consideraven incapaços de criar els seus fills adequadament. Suècia va continuar amb aquestes pràctiques d'esterilització fins a l'any 1976 i les víctimes varen ser unes 63.000.

## Convergències ideològiques

### El racisme
Des del primer moment, l'eugenesia de Galton va estar impregnada del racisme del seu promotor, els prejudicis inicials del qual van ser reforçats pel seu viatge a Sud-àfrica el 1850. El racisme i l'eugenèsia s'entrellacen sovint en els arguments dels eugenistes conservadors, sobretot quan tracten el tema de la immigració. En Galton, com molts dels seus contemporanis, considerava ser anglès per un fet racial.
La data de 1850 mereix ser assenyalada, atès que L'origen de les espècies d'en Darwin no apareixerà fins al 1859 i, per tant, no pot haver tingut més influència sobre en Galton que hipotètiques converses entre cosins sobre aquest tema.
A principis del segle XX,  la preocupació pel "deteriorament nacional" va créixer amb la introducció d'eines estadístiques per mesurar els reclutes. A partir d'aquestes xifres, hom conclou regularment que la població està en degeneració física i intel·lectual. Hi ha una preocupació particular per les diferències de fertilitat entre les "races del nord" i els nous immigrants de l'est. La por a la fertilitat de les classes treballadores s'acompanya, doncs, de preocupacions per la dels migrants catòlics irlandesos i dels jueus polonesos, russos i alemanys, que alimenten l'antisemitisme latent, però també serà un dels elements posteriors de la guerra a Irlanda del Nord.
Als Estats Units la preocupació és encara més gran i comportarà una severa limitació de la immigració. Els eugenistes estan al capdavant de la lluita per una legislació antiimmigració. Per al famós economista Irving Fisher, l'enfocament de la societat en les qüestions migratòries “va ser una oportunitat perfecta per fer que la gent s'interessés per l'eugenèsia”.

Situat en una perspectiva més gran que la simple proclamació del deure de defensar la “puresa de la raça”, el projecte de molts eugenistes era millorar les capacitats del conjunt de la humanitat. Per a Charles Richet, premi Nobel francès de Medicina de 1913,i president de la societat francesa d'eugenèsia (1920-1926):
"Quan es tracti de la raça groga i, sobretot, de la raça negra, per a conservar, i sobretot per a augmentar la nostra potència mental, caldrà practicar ja no la selecció individual com amb els nostres germans les blanques, sinó la selecció específica, descartant decididament tota barreja amb les races inferiors”. Per tant, és necessari que una autoritat lideri l'"eliminació de les races inferiors" després la de les "anormals"
El règim nazi consumarà tràgicament la trobada del racisme i l'eugenesia, atacant amb les seves lleis d'esterilització els negres nascuts a partir de l'ocupació del Ruhr per les tropes colonials franceses el 1923 (un episodi denunciat com a Black Shame abans fins i tot de l'arribada del nazisme) i després aplicant metòdicament un programa d'eliminació de les « races inferiors» als jueus i als gitanos.

### Dimensions higièniques i estètiques
L'eugenèsia també va coincidir en gran manera amb el repulsió pel desordre, la brutícia i la materialitat orgànica que van acompanyar el desenvolupament dels corrents higienistes a les societats occidentals. L'obsessió pel culte al cos perfecte que es va plasmar en la construcció d'estereotips nacionals virils va constituir un dels aspectes d'aquesta relació renovada amb el cos. El nazisme es va plantejar fins i tot portar aquest principi a l'extrem, pensant en una legislació que conduís a l'eliminació dels presoners de common law més lleigs.

## Catalunya
A Catalunya hi hagué diversos partidaris de l'eugenèsia, podent-se destacar en Josep Vandellòs i Solà. Tot i això, en no disposar de capacitat legislativa pròpia, no arribà ni a debatre's políticament la possibilitat.

## Espanya
A principis del segle xx, el «matrimoni eugènic» era defensat pels pediatres espanyols com a solució per impedir la degeneració de la raça, a més d'actuar també sobre la higiene, l'educació, etc. Andrés Martínez Vargas, president del Primer Congreso Nacional de Pediatría, el 1914, en el discurs inaugural defensà l'eugenèsia, i plantejà que els governs estaven obligats a seguir les prescripcions d’aquesta ciència, com ara obligant al matrimoni eugènic.

La premsa no és aliena al debat, i es poden posar dos exemples:
La Rioja, 16 de maig de 1924, article «Contra la criminalitat. El deure de la bona Premsa», d'El Paul y Almarza: «... Fixem-nos en la real ordre que amb el millor propòsit ha dictat l'autoritat governativa sobre la relaxació dels costums, creient de bona fe que a això principalment s'hi deu l'espantós crim de l'exprés d'Andalusia... No: la causa d'aquest i de tots els altres crims és molt més profunda. No hem de confondre la propagació amb la incubació del mal. La Premsa amb la seva publicitat i els costums a què fa referència la real ordre poden desfavorir l'ambient propici al desenvolupament de la maia herba; però el germen és terra endins... Crim és igual a la misèria per la ignorància més la predisposició hereditària. L'atavisme ancestral natural o patològic perdisposa el crim. Qui ho dubta?... Però és llei científica demostrada fins a la sacietat. Contra les tares hereditàries, leducació i la selecció racional. Si moralment poséssim el mateix afany que posen els criadors d'animals per millorar les races, avui haguéssim obtingut tipus i varietats d'éssers veritablement dotats per al bé, de la mateixa manera que s'han obtingut vaques lleteres, bous de lídia, cebons per carn... Però ja que no hem fet fada en aquest sentit... ens hem d'acontentar amb el tipus d'home moral modern... El ric intel·ligent no delinqueix en general...»
La Regeneració Mèdica, 30 de novembre de 1934, article «Selecció humana», pel Dr. E. Alvaro Sanfiz: «A la població escolar, conseqüència dels nostres vicis i enverinaments, augmenta cada any el nombre d'«inaptats» és a dir, de éssers que porten en si el germen destructiu de tot allò creat, que el dia de demà es convertiran en elements perillosos per a la societat; el viver d'on han de sortir els criminals detructors dels pobles, veritable terror dels seus contemporanis... La societat, doncs, ha de defensar-se; té el deure de controlar i separar tot allò que pugui entorpir el perfeccionament de l'espècie, és a dir, tots els grans anormals físics o mentals, i si, retinguda per tradicions i prejudicis erronis, no vol anar tan lluny, ha d'evitar-ne la reproducció. L'esterilització dels epilèptics, criminals, idiotes, etc. és la millor manera d'aconseguir-ho. No n'hi ha prou amb la prohibició del matrimoni legal... encara que... és sempre una mesura encertada, ni tan sols per insuficient, que fa més fàcil assolir l'ideal, que és l'extinció de la raça. Charles Richet ha dit, amb una frase precisa: «La selecció serà l'única preocupació de les generacions futures». I aquí tenim plantejat als seus fonaments un dels problemes palpitants que més apassionen el món en aquests moments i que amb més calor es discuteixen pels representants de diverses tendències. Ens referim a la llei d'esterilització obligatòria dels anormals, posada en vigor recentment en una nació de l'Europa central...»
Com a altres països de l'entorn, la barreja de regeneració racial i nacional era normal, considerant-se que regenerant l'una es regeneraria l'altra de forma automàtica. En aquest ambient, el diputat Damià Isern parlava de «gérmenes de degeneración», el Lucas Mallada, que considerava que els espanyols havien esdevingut «una raza degenerada o rebajada del gran tronco de la raza caucásica». Atesa la situació a Europa, amb en Mussolini i en Hitler esdenint exemples de cabdillatge, la crida a la regeneració es transforma en la crida a un cabdill regenerador, com ara la del el Joaquín Costa, que demanava un «cirujano de hierro» per a Espanya, o la publicació a la Hoja del Lunes del 5 de novembre de 1934: «¡Venga el conductor de masas que regenere la raza!» Tal com es recull a "Racisme i supremacisme polítics a l'Espanya contemporània", la guerra civil és considerada pel bándol rebel un element regenerador, en línia del pensament de personatges com el psiquiatra Vallejo-Nájera. I així podem trobar discursos com el d'en Franco als joves de la Falange, el 12 d’octubre del 1937, a Burgos, recollida pel Alcazar i per ¡Arriba España!:
«Quan la Raça té al seu vell tronc aquests rebrots de plenitud, de noblesa, d'emoció gran, la raça no admet que hi hagi en cap pit la vacil·lació, els distingeixos... Avui, Dia de la Raça i festa de la Hispanitat, podem oferir al món i als nostres germans d'Amèrica, fruit d'un any de treball, ressorgir d'un poble, ímpetu d'una joventut, esperit d'una raça...»

Curiosament, la imperiosa necessitat d'autoafirmació mitjançant l'anomenada Hispanitat (Ho resumia en Vallejo-Nájera: "El nostre concepte de raça es confon amb el de la «Hispanitat»"), dugué àdhuc a fer declaracions racistes contraposades a l'eugenisme, com les d'un discurs de José María Pemán dins de la celebració titulada «Salamanca conmemora brillantemente la Fiesta de la Raza», recollit a El Adelanto de Salamanca, del 13 d’octubre del 1936:
«Nosaltres, si el 12 d'octubre vam descobrir un món, no va ser per imposar-hi una raça com fan altres pobles portats pel materialisme, sinó que va ser per estendre el nostre esperit generós en aquestes races inferiors, i crear així el tipus dels mestissos, que és tot el contrari de la creació d'una raça».

## Europa
A Suècia, el 1922 es fundà a Uppsala l'Institut Estatal de Biologia Racial (SIFR en suec), el primer centre del món destinat a investigar l'eugenèsia, i que seria imitat per l'alemany Institut Kaiser Wilhelm d'Antropologia, on va col·laborar el mateix Josef Mengele. Al capdavant del SIRF hi havia el metge Herman Lundborg, seguidor d'en Lombroso i defensor de l'"antropologia física", i que va pretendre classificar la població sueca en categories: "tipus germànic", "tipus sami", "tipus gitano" i "tipus rodamón". Per aquesta tasca, mesurava els individus, especialment els cranis, dedicant força atenció a les comunitats samis. A part dels intents de demostrar que eren braquicèfals (de crani curt) enfront dels germànics, que serien dolicocèfals (de crani llarg), tot plegat derivà en l'esterilització de milers d'individus, com ara discapacitats, però també d'ètnies diferents a l'oficial, com ara la sami.
Posteriorment, les pràctiques eugenèsiques dutes a terme durant el nazisme van portar a l'estigmatització de l'eugenèsia clàssica, portada a terme per molts estats de forma oficial.

## Estats Units d'Amèrica
L'eugenèsia va tenir un paper important en la història i la cultura dels Estats Units des de finals del segle xix fins a mitjans del segle xx. També durant aquest temps les lleis contra el mestissatge als Estats Units van convertir en delicte el matrimoni entre "races". Aquestes lleis formaven part d'una política més àmplia de segregació racial per minimitzar el contacte entre persones de diferents ètnies-"races". Les lleis i pràctiques racials als Estats Units foren explícitament emprades com a models pel règim nazi quan va desenvolupar les lleis de Nuremberg, en que es retirà als ciutadans jueus la seva ciutadania.
Tot i que aparentment amb l'eugenèsia es tractava de millorar la qualitat genètica, s'ha argumentat que es tractava més aviat de preservar la posició dels grups dominants a la població. S'ha determinat que les persones que foren objectiu d'aquestes pràctiques eren aquelles considerades no aptes per a la societat (pobres, discapacitats, malalts mentals i comunitats ètniques específiques), i un nombre desproporcionat de les víctimes d'iniciatives d'esterilització eren dones afroamericanes, hispanes o natives americanes. Per això el moviment eugenestic dels Estats Units s'associa generalment amb elements racistes i nativistes, ja que el moviment va ser, en certa manera, una reacció als canvis demogràfics i poblacionals, així com a les preocupacions sobre l'economia i el benestar social nord-americans.